# Comacupes masoni
Comacupes masoni es una especie de coleóptero de la familia Passalidae.

## Distribución geográfica
Habita en Johore  (Malasia).